# Liste von Museen und Denkmälern über den Deutsch-Französischen Krieg
Diese Liste gibt einen Überblick über Museen und Gedenkstätten, die sich schwerpunktmäßig der Geschichte des Deutsch-Französischen Krieges von 1870/1871 widmen.
Sie ist nach Ländern sortiert und erhebt keinen Anspruch auf Vollständigkeit.

## Gedenkkultur
Der Deutsch-Französische Krieg stellte für die Zeitgenossen ein prägendes Ereignis dar. Die Soldaten erlebten den Krieg als eine Auseinandersetzung zwischen Massenheeren, der hunderttausende Menschen zum Opfer fielen. Für Frankreich war der Krieg mit dem Verlust seiner Vormachtstellung auf dem europäischen Kontinent verbunden, die es seit der Zeit Ludwigs XIV. innegehabt hatte. Auf der deutschen Seite konstituierte sich dagegen erstmals ein Nationalstaat. Das Deutsche Kaiserreich als neues Machtzentrum veränderte die Kräfteverhältnisse auf dem Kontinent und beendete den bisherigen Partikularismus in Mitteleuropa. Aufgrund der persönlichen Erlebnisse und der großen politischen Veränderungen blieb der Krieg stark im Bewusstsein der Zeitgenossen verankert. Es entstanden in Frankreich wie in Deutschland, aber teilweise auch in der Schweiz und in Belgien zahlreiche Denkmäler und Gedenktafeln, die an die Gefallenen erinnern. Besonders in Deutschland wurden zahlreiche Straßen und Plätze nach Offizieren und Orten der Schlachten umbenannt. Die noch größere Dimension an Gewalt in den beiden Weltkriegen ließ die Erinnerung an den Krieg von 1870/1871 jedoch verblassen. Große Sonderausstellungen zu dem Krieg zeigten das Musée de l’Armée in Paris (2017) und das Militärhistorische Museum (2020) in Dresden.
An den Deutsch-Französischen Krieg und den Reichseinigungsprozess erinnern verschiedene Typen von Denkmalen. Nicht Teil dieser Liste sind die Kaiser-Wilhelm-Denkmale und die Bismarckdenkmale, die ebenfalls an deren Rolle im Deutsch-Französischen Krieg erinnern. In Deutschland wurden der Deutsch-Dänische Krieg 1864, der Deutsche Krieg und der Deutsch-Französische Krieg zusammen als Deutsche Einigungskriege verstanden. Eine Reihe von Denkmälern erinnern daher an mehrere dieser Kriege. In diese Liste werden auch solche Denkmale aufgenommen, die neben dem Deutsch-Französischen Krieg auch andere dieser Kriege nennen, nicht aber Denkmale, die Kriege allgemein zum Thema haben. Zu den Denkmalen gehören auch die Vielzahl von Friedenseichen und Friedenslinden, die 1870/71 gepflanzt wurden (wobei die Kaisereichen und Kaiserlinden gesonderten Listen vorbehalten sind).

## Frankreich
Die Erinnerungskultur an den Krieg in Frankreich und Deutschland unterschied sich deutlich. Während in Deutschland der Sieg gefeiert werden konnte, konzentrierte sich die Darstellung auf französischer Seite zum einen auf das Gedenken an die Opfer und den Heldenmut der eigenen Soldaten. Insbesondere die Belagerung von Belfort dient vielfach als Motiv für diesen Mut. Als Ergebnis des Krieges war das Reichsland Elsaß-Lothringen Teil des Deutschen Reichs geworden. Hier entspricht die Erinnerungskultur der in anderen Teilen Deutschland. Daher ist die Liste für Frankreich geteilt.
In der Bewertung des verlorenen Krieges war Frankreich geteilt. Die katholisch geprägte Rechte sah die Republik und die Regierung der „Défense nationale“ als Hauptursache der Niederlage an, die Linke hingen das kaiserliche Regime Napoleons III. Als Haupttypen der Kriegerdenkmale entstanden Kampfdenkmale, die den heroischen Kampf thematisierten und Grabdenkmäler, die den Toten gedachten.

### Elsaß-Lothringen
| Gravelotte |

| Wœrth |

| Wissembourg |

| Straßburg |

| Noisseville |

| Bild           | Ort          | Ortsteil     | Lage                                                                   | Beschreibung |
| -------------- | ------------ | ------------ | ---------------------------------------------------------------------- | --- |
|                | Wœrth        | Wœrth        | Wœrth, Grand Rue 48° 56′ 24,3″ N, 7° 44′ 36,5″ O                       | Denkmal für die bayerischen Gefallenen. |
|                | Wœrth        | Wœrth        | Wœrth, Rue de Elsasshausen 48° 56′ 2″ N, 7° 43′ 57,1″ O                | Denkmal des 1. Kurhessischen Feldartillerie-Regiments Nr. 11 auf dem Schlachtfeld der Schlacht bei Wörth. |
|                | Frœschwiller | Elsasshausen | Frœschwiller, Rue de Wœrth 48° 55′ 54,5″ N, 7° 43′ 24,9″ O             | Denkmal des 3. Kurhessischen Infanterie-Regiments Nr. 83. |
|                | Wissembourg  | Geisberg     | Geisberg, Chemin de Geisberg 49° 0′ 57,5″ N, 7° 57′ 6,8″ O             | Denkmal für die Gefallenen des 3. Posenschen Infanterie-Regiments Nr. 58 (Schlacht bei Weißenburg). |
|                | Wissembourg  | Geisberg     | Geisberg, Chemin de Geisberg 49° 0′ 57,7″ N, 7° 57′ 7″ O               | Denkmal für die Gefallenen des 1. Bataillon des 3. Posenschen Infanterie-Regiments Nr. 58 („Das erste Preussengrab für Deutschlands Einheit“, Schlacht bei Weißenburg). |
|                | Wissembourg  | Geisberg     | Geisberg, Chemin de Geisberg 49° 0′ 57,1″ N, 7° 57′ 8″ O               | Denkmal für die III. Deutsche Armee (Schlacht bei Weißenburg). |
|                | Wissembourg  | Geisberg     | Geisberg, Chemin de Geisberg 49° 0′ 57,1″ N, 7° 57′ 8,8″ O             | Ruhestätte der am 4. August 1870 im Treffen bei Weissenburg Gefallenen. |
|                | Wissembourg  | Geisberg     | 49° 0′ 52,2″ N, 7° 56′ 55,4″ O                                         | Denkmal für die Gefallenen des Westpreussischen Grenadier-Regiments Nr. 7. |
|                | Wissembourg  | Geisberg     | 49° 1′ 10,7″ N, 7° 57′ 24,7″ O                                         | Denkmal für die französischen Gefallenen. |
|                | Wissembourg  | Geisberg     | 49° 1′ 6,3″ N, 7° 56′ 39,3″ O                                          | Denkmal am General Abel Douay Todesort. |
|                | Wissembourg  | Geisberg     | 49° 1′ 19,4″ N, 7° 56′ 48,4″ O                                         | Denkmal für das 1. Schlesische Jägerbataillon Nr. 5. |
|                | Wissembourg  | Wissembourg  | Wissembourg, 10–12 rue Robert Schumann 49° 2′ 34,1″ N, 7° 56′ 48,7″ O  | Denkmal für die bayerischen Gefallenen. Gemeinschaftsgrab. Grab von Adam Roth. |
|                | Straßburg    | Straßburg    | Straßburg, Rue de l’Academie 48° 34′ 56″ N, 7° 45′ 32,8″ O             | Das Denkmal für die Gefallenen der Belagerung von Straßburg 1870 in Straßburg ist in der Form eines Grabes gehalten und besteht aus weißem Vogesensandstein. Der Entwurf stammt vom Stadtbauinspektor Roederer. Einweihung war 1874. |
| 0              | Straßburg    | Straßburg    | 0                                                                      | Auf einem Kasernengelände in Straßburg wurde in den 1870er Jahren das Denkmal für die Gefallenen eines Pionier-Corps errichtet. Es handelte sich um eine etwa 5 Meter hohe Säule, die von einem Adler gekrönt war. Die Ecken des Sockels wurden von vier schlafenden Löwen bewacht. Das Denkmal wurde 1918 zerstört.                                                                                            |
| Weitere Bilder | Noisseville  | Noisseville  | Außerhalb von Noisseville, an der D 954 49° 7′ 45,8″ N, 6° 16′ 27,4″ O | Noisseville, das zum französischsprachigen Teil Lothringens gehörte, kam nach dem Krieg an das Deutsche Reich. Die Einweihung des Denkmals zu Ehren der französischen Gefallenen in der Schlacht von Noisseville vom 31. August und 1. September 1870 geriet am 4. Oktober 1908 zu einer der größten und eindrucksvollsten profranzösischen Kundgebungen in Elsass-Lothringen während der deutschen Herrschaft. |

- Deutsches Kriegsdenkmal auf dem städtischen Friedhof von Bar-le-Duc
- Französische und preußische Kriegsdenkmäler der Schlacht bei Spichern in Spicheren

### Rest von Frankreich
| Bild           | Ort                 | Ortsteil                   | Lage                                                                 | Beschreibung |
| -------------- | ------------------- | -------------------------- | -------------------------------------------------------------------- | --- |
| Weitere Bilder | Belfort             | Belfort                    | Belfort, am Schloss 47° 38′ 12″ N, 6° 51′ 53″ O                      | Der Löwe von Belfort ist eine monumentale Steinskulptur von 21,5 Metern Länge und 10,7 Metern Höhe und besteht aus gemauerten Blöcken aus rotem Sandstein. Künstler war Frédéric-Auguste Bartholdi, der Schöpfer der Freiheitsstatue. Das Denkmal erinnert an die Belagerung von Belfort und war Vorbild für weitere Löwen-Denkmale wie der Pariser Löwe von Belfort.                                                       |
| Weitere Bilder | Champigny-sur-Marne | Champigny-sur-Marne        | Champigny-sur-Marne, Rue du monument 48° 48′ 41,3″ N, 2° 31′ 22,7″ O | Das Monument Bataille Champigny wurde nach Entwurf des Architekten Émile Vaudremer erstellt und ist ein heller Obelisk. Auf der Vorderseite befindet sich eine auf einem Palmenzweig liegender antikisierenden Schild, auf dem ein tödlich verletzter Krieger zu sehen ist. Darüber befindet sich ein Frauenkopf mit einer Mauerkrone als Symbol für die Verteidigung der Stadt Paris und die Inschrift „Défense de Paris“. |
| Weitere Bilder | Dijon               | Dijon                      | Dijon, Place liberation 47° 19′ 17,9″ N, 5° 3′ 7,9″ O                | Das Monument à la gloire des défenseurs de la ville de Dijon ist das Denkmal für die Bürger, die bei der Verteidigung von Dijon gefallen sind. |
| Weitere Bilder | Paris               | La Défense                 | La Défense 48° 53′ 25,7″ N, 2° 14′ 31″ O                             | Denkmal La défense de Paris von Louis-Ernest Barrias aus dem Jahr 1883 |
| Weitere Bilder | Paris               | 14. Arrondissement (Paris) | Paris, Place Denfert-Rochereau 48° 50′ 4″ N, 2° 19′ 57″ O            | Das Denkmal erinnert an die Belagerung von Belfort. Vorbild war der Löwe von Belfort. |
| Weitere Bilder | Paris               | 20. Arrondissement (Paris) | Paris, Père-Lachaise 48° 51′ 48,2″ N, 2° 23′ 27″ O                   | Das Monument à la mémoire des soldats morts pendant le siège de Paris de 1870–1871 erinnert an Gefallenen bei der Belagerung von Paris. |

### Museen in Frankreich
| Bild | Ort        | Ortsteil   | Lage | Beschreibung |
| ---- | ---------- | ---------- | --- | --- |
|      | Gravelotte | Gravelotte | Museum des Deutsch-Französischen Krieges von 1870/71 und der Annexionszeit 49° 6′ 50,5″ N, 6° 1′ 47,1″ O | Seit dem Jahr 2014 existiert in Gravelotte das Museum des Deutsch-Französischen Krieges von 1870/71 und der Annexionszeit (Französisch: Musée de la Guerre de 1870 et de l'Annexion). Die Dauerausstellung gliedert sich in vier Bereiche. Es geht erstens um die Schlacht bei Gravelotte, zweitens um das Kriegsgeschehen als Ganzes, drittens um die Zeit Elsaß-Lothringens im Deutschen Kaiserreich und viertens schließlich um die Rezeption des Deutsch-Französischen Krieges und des Reichslandes Elsaß-Lothringens bis zum Ende des Ersten Weltkrieges.                                 |
|      | Bazeilles  | Bazeilles  | Haus der letzten Patrone 49° 40′ 54,4″ N, 4° 58′ 31,7″ O                                                 | In Bazeilles, nahe bei Sedan gelegen, hat das französische Marineministerium dem Dorf eine Gedenkstätte gewidmet. In dem historischen Haus der letzten Patrone (Französisch: Maison de la dernière cartouche) verschanzte sich eine französische Eliteeinheit und unterstützte mit ihrem Widerstand bis zur namensgebenden letzten Patrone den Rückzug der Hauptstreitkräfte nach Sedan. Zu besichtigen ist teilweise der Zustand der Innenräume um 1870. So sind noch Schusslöcher an den Wänden zu erkennen. Eine Kugel brachte um 11.35 Uhr auch die Zeiger einer Uhr für immer zum Stehen. |
|      | Wœrth      | Wœrth      | Schlachtmuseum des 6. August 1870 48° 56′ 19,7″ N, 7° 44′ 50,1″ O                                        | Das Museum thematisiert in deutscher und französischer Sprache die Schlacht bei Wörth (6. August 1870), aber auch die Vorgeschichte des Krieges und die regionale Gedenkkultur an die Schlacht. Die Dauerausstellung befindet sich im Schloss und heutigem Rathaus der Gemeinde. Höhepunkte der Präsentation stellen ein Diorama mit 4000 Zinnfiguren und ein Gemälde von Edouard Detaille und Théodore Lévigne dar. |

- Musée Westercamp

## Belgien
Belgien war kein Kriegsteilnehmer im Deutsch-Französischen Krieg. Da jedoch nach dem Ersten Weltkrieg das deutschsprachige Eupen-Malmedy durch Belgien annektiert wurde, befinden sich in diesem Teil Belgiens Kriegerdenkmäler, die während der Zeit des Deutschen Reiches entstanden sind. Hier entspricht die Erinnerungskultur der in Deutschland. In anderen Teilen finden sich Denkmäler, die entweder von französischer oder von deutscher Seite errichtet wurden. Daher ist die Liste für Belgien geteilt.

### Eupen-Malmedy
| Bild           | Ort    | Ortsteil   | Lage                          | Beschreibung |
| -------------- | ------ | ---------- | ----------------------------- | --- |
| Weitere Bilder | Eupen  | Eupen      | Eupen, Werthplatz             | Das Kriegerdenkmal Eupen wurde nach Entwurf des Münchner Bildhauers Rudolf Henn am 1. September 1912 eingeweiht. Eupen gehörte damals zum Deutschen Reich. Es steht unter Denkmalschutz.    |
| Weitere Bilder | Kelmis | Hergenrath | Hergenrath, hinter der Kirche | Das Kriegerdenkmal in Hergenrath wurde am 25. September 1910 eingeweiht. Anlass war das vierzigjährige Bestehen des dortigen Kriegervereins. Hergenrath gehörte damals zum Deutschen Reich. |

### Rest von Belgien
| Bild            | Ort       | Ortsteil  | Lage                                                        | Beschreibung |
| --------------- | --------- | --------- | ----------------------------------------------------------- | --- |
| Weitere Bilder  | Antwerpen | Wilrijk   | Schoonselhof 51° 9′ 55,1″ N, 4° 22′ 14,5″ O                 | Denkmal für die im Deutsch-Französischen Krieg und bei der Belagerung von Belfort gefallenen französischen Soldaten. |
|                 | Brüssel   | Brüssel   | Cimetière de Bruxelles                                      | Das Denkmal mit der Inschrift „Das Vaterland - Den in Belgien verstorbenen deutschen Kriegern“ und der Jahreszahl 1870/71 wurde nach dem Vorbild des 1875 von Ernst Herter geschaffene Denkmals in Spandau geschaffen.                       |
| Weitere Bilder  | Charleroi | Charleroi | Cimetière de Charleroi Nord 50° 25′ 26,5″ N, 4° 27′ 11,4″ O | Das „Monument aux soldats français mort en 1870“ des Künstlers Jules Lagae erinnert an die französischen Toten des deutsch-französischen Krieges.                                                                                            |
|                 | Gent      | Gent      | Gent, Westerbegraafplaats                                   | Das Kriegerdenkmal auf dem Westfriedhof von Gent erinnert an die französischen Toten des deutsch-französischen Krieges und der Weltkriege. Es handelt sich um eine Sandsteinstele vor der eine Bronzefigur eines getroffenen Soldaten sitzt. |
| Bild gesucht BW | Lüttich   | Lüttich   | Cimetière de Robermont 50° 37′ 54,6″ N, 5° 36′ 38,5″ O      | Das Denkmal ist ein schlichter Obelisk auf rechteckigem Sockel. |

## Polen
Ein großer Teil der deutschen Ostgebiete wurde nach dem Zweiten Weltkrieg Teil Polens. Hier entsprach die Erinnerungskultur der in anderen Teilen Deutschland und es bestanden eine Vielzahl von Kriegsdenkmäler, die zum größten Teil nicht mehr bestehen.
Ehemalige Denkmäler im heutigen Polen:
| Bild | Ort        | Ortsteil   | Lage                                                                                       | Beschreibung |
| ---- | ---------- | ---------- | ------------------------------------------------------------------------------------------ | --- |
| 0    | Allenstein | Allenstein | Allenstein, Am Kriegerdenkmal                                                              | Das Kriegerdenkmal in Allenstein war ein rechteckiges Denkmal, gekrönt durch einen Fahnenträger. Seitlich waren die Tafeln mit Gefallenennamen angebracht.                                          |
| 0    | Karthaus   | Karthaus   | 0                                                                                          | Das Kriegerdenkmal in Karthaus war gekrönt durch einen Fahnenträger. |
| 0    | Neidenburg | Neidenburg | Neben der heutigen Kirche Mariä Empfängnis und St. Adalbert 53° 21′ 34″ N, 20° 25′ 27,1″ O | Das Kriegerdenkmal in Neidenburg war ein rechteckiges Denkmal, gekrönt durch einen Fahnenträger mit Sturmgewehr. Seitlich waren die Tafeln mit Gefallenennamen angebracht, vorne ein Eichenkranz    |
|      | Ortelsburg | Ortelsburg | 0                                                                                          | Das Kriegerdenkmal in Ortelsburg war ein rechteckiges Denkmal, gekrönt durch einen Fahnenträger. Seitlich waren die Tafeln mit Gefallenennamen angebracht, vorne eine Darstellung Kaiser Wilhelm I. |
| 0    | Osterode   | Osterode   | 0                                                                                          | Das Kriegerdenkmal in Osterode war ein rechteckiges Denkmal, gekrönt durch einen Fahnenträger. Seitlich waren die Tafeln mit Gefallenennamen angebracht.                                            |
| 0    | Putzig     | Putzig     | Putzig, Marktplatz                                                                         | Das Kriegerdenkmal in Wartenburg war ein niedriges rechteckiges Denkmal, gekrönt durch einen Fahnenträger.                                                                                          |
| 0    | Rastenburg | Rastenburg | Rastenburg, vor dem Kreishaus 54° 4′ 35,1″ N, 21° 22′ 23,4″ O                              | Das Kriegerdenkmal in Rastenburg war ein rechteckiges Denkmal, gekrönt durch einen Fahnenträger. Die Frontseite war mit Inschrift und eisernem Kreuz geschmückt.                                    |
|      | Saalfeld   | Saalfeld   | 0                                                                                          | Das Kriegerdenkmal in Saalfeld war ein Obelisk auf dessen Sockel ein Adler sitzt. |
| 0    | Tuchel     | Tuchel     | 0                                                                                          | Das Kriegerdenkmal in Tuchel war ein rechteckiges Denkmal, gekrönt durch einen Fahnenträger. |
| 0    | Wartenburg | Wartenburg | 0                                                                                          | Das Kriegerdenkmal in Wartenburg war ein schlankes rechteckiges Denkmal, gekrönt durch einen Fahnenträger. An den Ecken des Sockels befanden sich kleinere Säulen gekrönt mit Kugeln.               |

## Russland
Ein Teil von Ostpreußen wurde nach dem Zweiten Weltkrieg als Oblast Kaliningrad Teil Russlands. Hier entsprach die Erinnerungskultur der in anderen Teilen Deutschland und es bestanden eine Reihe von Kriegsdenkmäler, die nicht mehr bestehen.
| Bild | Ort       | Ortsteil  | Lage                       | Beschreibung                                                                |
| ---- | --------- | --------- | -------------------------- | --------------------------------------------------------------------------- |
|      | Darkehmen | Darkehmen | Darkehmen, vor dem Rathaus | Das Kriegerdenkmal in Darkehmen war ein Obelisk, gekrönt durch einen Adler. |
|      | Kreuzburg | Kreuzburg | Kreuzburg, Markt           | Das Kriegerdenkmal in Kreuzburg war ein Obelisk, gekrönt durch einen Adler. |

## Schweiz

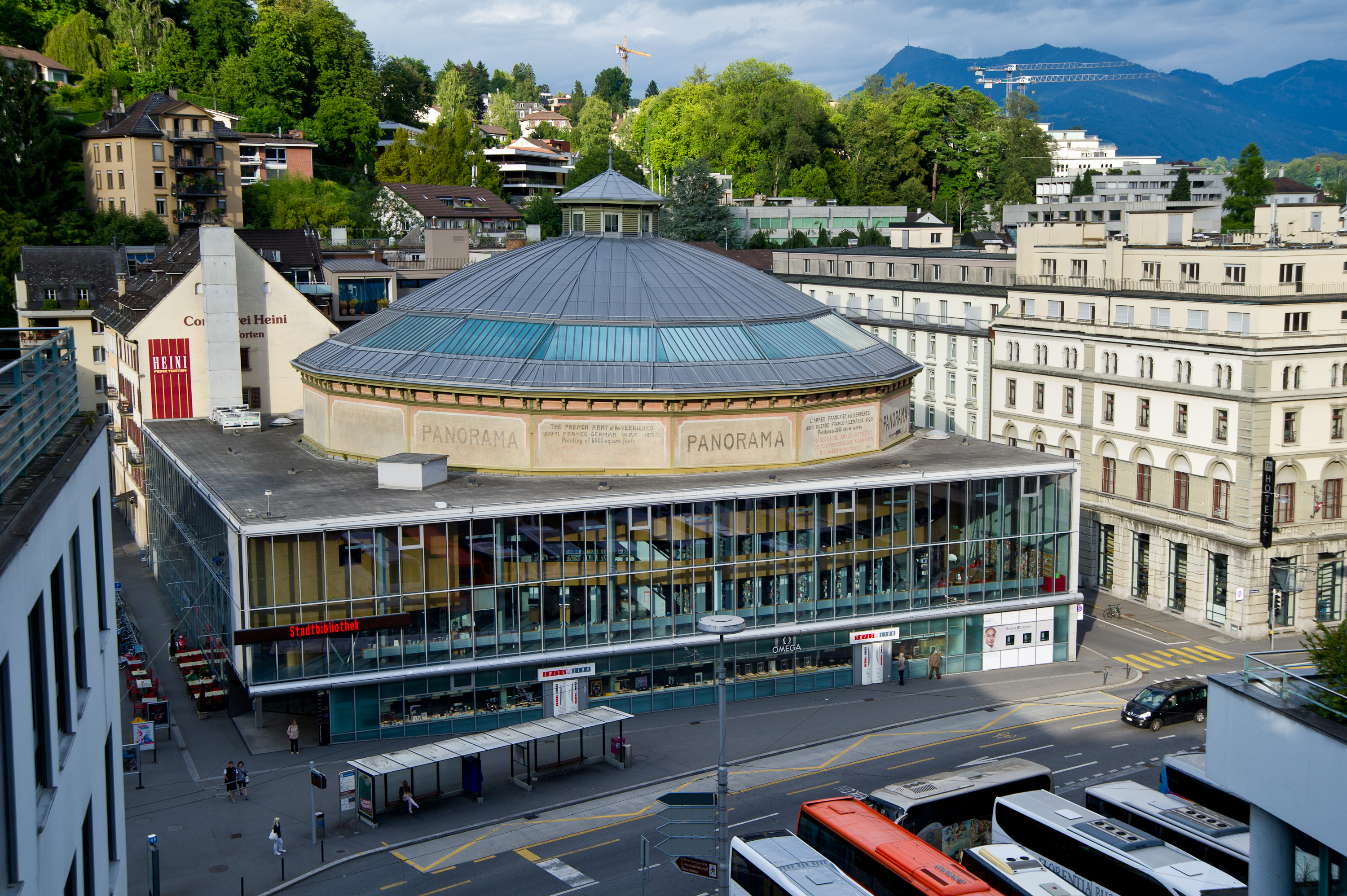
Das Gebäude des Bourbaki-Panoramas

Die Schweiz war im Deutsch-Französischen Krieg neutral, siehe auch Schweiz im Deutsch-Französischen Krieg. Der Hauptkontakt der Schweiz mit dem Krieg war der Grenzübertritt der französischen Armée de l’Est, deren Entwaffnung und anschließende Internierung. Die Internierten wurden auf 190 Ortschaften verteilt. In einer Reihe dieser Orte stehen Gedenksteine für die dort verstorbenen Internierten. In der ganzen Schweiz gibt es etwa 30 französische Monuments aux morts (Gefallenendenkmale). Die meisten von ihnen wurden nach dem Krieg von 1870/71 errichtet. Das Bourbaki-Panorama ist das wichtigste Denkmal für diese Internierung und gleichzeitig das einzige Museum zum Deutsch-Französischen Krieg in der Schweiz. Insgesamt sind etwa 1700 französische Soldaten während dieser Zeit in der Schweiz an den Folgen des Krieges gestorben.
| Bild            | Kanton | Ort                | Ortsteil           | Lage                                                   | Beschreibung |
| --------------- | ------ | ------------------ | ------------------ | ------------------------------------------------------ | --- |
| Bild gesucht BW | AG     | Aarau              | Aarau              | Friedhof Rosengarten, Rosengartenweg 1 645902 / 248717 | Das Denkmal befindet sich auf dem Friedhof Rosengarten. Es wurde gemäß Inschrift von der Einwohnergemeinde Aarau errichtet und den Kriegsopfern der Jahre 1870–1871 gedenken.                                            |
| Bild gesucht BW | BE     | Aarberg            | Aarberg            | Friedhof 587245 / 210393                               | Das Denkmal auf dem Gemeinschaftsfriedhof ist ein Granitblock mit Marmortafel und Inschrift aus dem Jahr 1901. |
| Bild gesucht BW | AG     | Aarburg            | Aarburg            | Festung Aarburg, „Richtplatz“ 634950 / 241295          | 1871 wurden vier französische Soldaten auf dem städtischen Friedhof beerdigt, 1912 exhumiert und im Gemeinschaftsgrab neu beigesetzt. In der Festung ist eine Gedenktafel für sie an einer Wand angebracht.              |
| Bild gesucht BW | BE     | Aarwangen          | Aarwangen          | in der Kirche 624876 / 232450                          | Die Gedenktafel 1870–1871 aus dem Jahr 1910 ist beim Betreten rechts an der Begrenzungswand der Kirche angebracht. |
| Bild gesucht BW | UR     | Altdorf UR         | Altdorf UR         | Pfarrkirche St. Martin 691730 / 193167                 | Das Denkmal ist ein weißer Marmorobelisk an der katholischen Pfarrkirche St. Martin aus dem Jahr 1990. Es ersetzte das 1900 aufgestellte bisherige Denkmal.                                                              |
|                 | TG     | Arbon              | Arbon              | Kirchhof St. Martin 750516 / 264606                    | Das Sandsteindenkmal befindet sich auf dem alten Kirchhof der katholischen Kirche St. Martin und stammt aus dem Jahr 1898.                                                                                               |
| 0               | VD     | Avenches           | Avenches           | 0                                                      | Das Denkmal ist ein Obelisk auf dem Friedhof. |
| Bild gesucht BW | VD     | Ballaigues         | Ballaigues         | Friedhof 520960 / 175647                               | Das Denkmal ist ein Obelisk auf dem Friedhof aus dem Jahr 1901. |
|                 | BS     | Basel              | Basel              | Basel, Centralbahnplatz 611467 / 266497                | Das 1895 von Frédéric Auguste Bartholdi geschaffene Strassburger Denkmal in Basel erinnert an die Schweizer Unterstützung der Bevölkerung der schwer beschossenen französischen Stadt Strassburg im benachbarten Elsass. |
|                 | BS     | Basel              | St. Johann         | St. Johann, Kannenfeldpark 609947 / 268324             | Das Interniertendenkmal in Basel wurde September 1887 eingeweiht. |
| Bild gesucht BW | VD     | Baulmes            | Baulmes            | Friedhof 529692 / 182575                               | Gedenktafel an der Innenmauer des kommunalen Friedhofs. |
| Bild gesucht BW | BE     | Belp               | Belp               | Friedhof 604687 / 193244                               | Granitblock mit Inschriften |
| Bild gesucht BW | ZH     | Benken ZH          | Benken ZH          | Friedhof 691319 / 278688                               | Die Gedenkstele auf dem Friedhof besteht nicht mehr |
|                 | BE     | Bern               | Holligen           | Bern, Bremgartenfriedhof 598723 / 199967               | Interniertendenkmal in Bern. |
| Bild gesucht BW | BE     | Biel/Bienne        | Madretsch          | Friedhof Madretsch 586733 / 219634                     | Das Denkmal aus dem Februar 1871 erinnert an 6 gestorbene Soldaten |
| Bild gesucht BW | VD     | Bière              | Bière              | Neuer Friedhof 514817 / 154511                         | Auf dem 1881 eingerichteten neuen Friedhof befindet sich das Denkmal für die hier verstorbenen Internierten |
|                 | FR     | Billens            | Billens            | Friedhof neben der Kirche 558795 / 171213              | Das Denkmal ist ein Kreuz auf rechteckigem Sockel |
|                 | AG     | Birr AG            | Birr AG            | Kirchgarten, Pestalozzistrasse 657543 / 254288         | Das Denkmal ist eine Bronzeskulptur „Der geflügelte Sieg“ (1899 von Frédéric-Auguste Bartholdi geschaffen) auf hohem Sockel. Das Denkmal wurde 1901 eingeweiht.                                                          |
|                 | TG     | Bischofszell       | Bischofszell       | Friedhof 735854 / 262075                               | Das Denkmal erinnert an die 432 Soldaten, die in Bischofszell interniert waren. |
| Bild gesucht BW | NE     | Boudevilliers      | Boudevilliers      | Friedhof 558320 / 208774                               | Das Denkmal erinnert an die 10 hier verstorbenen Soldaten |
| Bild gesucht BW | BE     | Brienz BE          | Brienz BE          | ? 644554 / 178530                                      | Das Denkmal erinnert an die 3 hier verstorbenen Soldaten |
| Bild gesucht BW | ZH     | Bülach             | Bülach             | Friedhof 683412 / 263473                               | Gedenktafel für die 3 hier verstorbenen Soldaten |
| Bild gesucht BW | FR     | Bulle FR           | Bulle FR           | Friedhof 570815 / 163966                               | Das Denkmal ist ein Obelisk aus hellem Stein |
| Weitere Bilder  | BE     | Büren an der Aare  | Büren an der Aare  | Büren an der Aare, Friedhof 595256 / 220944            | Interniertendenkmal in Büren an der Aare |
| Bild gesucht BW | BE     | Burgdorf BE        | Burgdorf BE        | alter Friedhof neben der Kirche 614182 / 211712        | Das Denkmal, ein Findling mit Inschriftentafel, wurde mit Stilllegung des Friedhofs abgebaut |
| Bild gesucht BW | FR     | Châtel-Saint-Denis | Châtel-Saint-Denis | Friedhof 558769 / 153273                               | Das Denkmal ist ein kleiner Obelisk, der von einem Kreuz gekrönt ist |
| Bild gesucht BW | GR     | Chur               | Chur               | Friedhof Hof St-Luzistrasse 759934 / 190679            | Das Denkmal ist ein Säulenstumpf auf rechteckigem Sockel |
| Bild gesucht BW | NE     | Colombier NE       | Colombier NE       | Friedhof 556131 / 201459                               | Auf dem Friedhof befindet sich ein Kriegsgräberfeld mit Denkmal und Kriegsgräbern |
| Bild gesucht BW | VD     | Cossonay           | Cossonay           | Friedhof 528738 / 163331                               | Das Denkmal ist ein Obelisk aus grauem Stein auf rechteckigem Sockel |
|                 | TG     | Diessenhofen       | Diessenhofen       | Friedhof von Kloster St. Katharinental 697314 / 283051 | Sandsteinblock mit Gedenktafel |
|                 | TG     | Frauenfeld         | Frauenfeld         | Friedhof Oberkirch 710900 / 268921                     | Das Denkmal erinnert an die 20 hier verstorbenen Soldaten. |
|                 | TG     | Kreuzlingen        | Bernrain           | Heiligkreuzkapelle Bernrain 729086 / 277719            | Gedenktafel, an der Heiligkreuzkapelle Bernrain angebracht. |
|                 | SG     | Mels               | Mels               | Mels, Friedhof 750793 / 212543                         | Interniertendenkmal in Mels. |
|                 | TG     | Müllheim           | Müllheim           | Friedhof 718121 / 273660                               | Das Denkmal erinnert an die 10 Soldaten, die in Grüneck verstorben sind. |
|                 | BE     | Münchenbuchsee     | Münchenbuchsee     | Bei der Kirche 600786 / 207843                         | Obelisk aus hellem Stein im Garten vor der Kirche |
|                 | SG     | Rorschach          | Rorschach          | Alter Friedhof 755096 / 260491                         | Einzelner Grabstein direkt neben den Bahngleisen auf dem alten Friedhof |
| Weitere Bilder  | GE     | Vernier            | Châtelaine         | Châtelaine, Cimetière Châtelaine 498069 / 118198       | Interniertendenkmal in Genf (Châtelaine). |
|                 | TG     | Weinfelden         | Weinfelden         | Katholischen Kirche 726025 / 269584                    | 1909 wurden die Gebeine der Verstorbenen ausgegraben und südlich der katholischen Kirche beigesetzt. |
|                 | ZH     | Winterthur         | Rosenberg          | Friedhof Rosenberg 696857 / 263384                     | Das Denkmal befand sich bis zu seiner Stilllegung 1960 auf dem Friedhof Rychenberg. |